# Hong Cheon Gi
Hong Cheon Gi (tiếng Hàn: 홍천기; Hanja: 紅天機; Romaja: Hong Cheon-gi; Hán-Việt: Hồng Thiên Cơ; lit.: Bầu trời màu đỏ) (tên chính thức của bộ phim trên trang web của đài SBS và đơn vị sản xuất StudioS) là một bộ phim truyền hình Hàn Quốc được phát sóng năm 2021 với sự tham gia của các diễn viên Kim Yoo-jung, Ahn Hyo-seop, Gong Myung và Kwak Si-yang. Bộ phim được sản xuất bởi đạo diễn Jang Tae-yoo cùng với nhà biên kịch Ha Eun, và được chuyển thể từ tiểu thuyết cùng tên: "Hong Cheon-gi" của nhà văn Jung Eun-gwol. Đây là một bộ phim lịch sử lãng mạn giả tưởng kể về cuộc đời của vị nữ họa công (thợ vẽ) duy nhất được ghi chép lại trong sử sách của triều đại hư cấu Dan triều: Hong Cheon Gi. Tên của nữ họa công Hong Cheon Gi trong Hán tự là 紅天機 (tức Hồng Thiên Cơ), có nghĩa là: "Bầu trời màu đỏ".
Bộ phim được phát sóng vào thứ Hai và thứ Ba hàng tuần vào lúc 22:00 (KST) trên kênh truyền hình SBS TV từ ngày 30 tháng 8 năm 2021. Tại Việt Nam, phim được phát sóng trực tuyến song song độc quyền trên nền tảng video TV360 (Viettel), tuy nhiên do nhầm lẫn khi dịch tên bộ phim từ tiếng Anh (tên nhân vật chính "Hong Cheon Gi" được tiếng Anh hóa thành "Red Sky") mà tựa đề phim bị dịch sai thành: "Bầu Trời Rực Đỏ".

## Nội dung
Bộ phim lấy bối cảnh vào thời nhà Dan - một triều đại giả tưởng, khi mà Ma, Quỷ và Thần linh đều tác động đến cuộc sống con người. Hong Cheon Gi (Kim Yoo-jung) là một nữ họa công (thợ vẽ) trẻ, với tài năng hội họa thiên tài của mình đã được trở thành nữ họa công đầu tiên của Đồ hoạch thự (Dohwaseo) - trường hội họa của vương thất. Cô bị mù bẩm sinh do lời nguyền của Ma vương, tuy nhiên tai nạn bất ngờ vào một ngày nọ đã khiến cô nhìn được trở lại. Tới một ngày, Hong Cheon Gi gặp Ha Ram (Ahn Hyo-seop) - người có số phận hoàn toàn trái ngược với cô. Ngày mà đôi mắt của Hong Cheon Gi có thể nhìn được cũng là ngày Ha Ram mất đi thị lực. Bất chấp điều đó, anh trở thành một nhà chiêm tinh của vương thất, chủ bộ của Thư văn quán (Seowoongwan) phụ trách quan sát thiên văn, địa lý, phong thủy và tiên đoán tương lai bằng cách theo dõi chuyển động của bầu trời vào ban đêm.
Hong Cheon Gi phải lòng Ha Ram và quyết tâm giành lấy trái tim của anh, nhưng vô tình cả hai lại bị cuốn vào những cuộc chiến quyền lực giữa hai vị vương tử. Một bên là Đại quân Anpyeong (Gong Myung) với tư tưởng tự do, người cũng có tình cảm đặc biệt với Hong Cheon Gi. Và một bên là Đại quân Juhyang (Kwak Si-yang) đầy mưu mô, toan tính và luôn khao khát chiếm được ngai vàng từ Thế tử - tức người anh trai của mình.

## Diễn viên

### Nhân vật chính
| Diễn viên                               | Nhân vật                                                    | Giới thiệu |
| Kim Yoo-jung (thời nhỏ: Lee Nam-kyung)  | Hong Cheon Gi                                               | Nữ họa công (thợ vẽ) thiên tài của Baekyu Họa đoàn, tính cách vui vẻ, mạnh mẽ. Với tài năng hội họa của mình, cô được định đoạt là người sẽ vẽ các bức tranh thần có thể phong ấn Ma vương. Cô bị mù từ khi sinh ra do lời nguyền của Ma vương. Một ngày nọ, cô gặp cậu bé Ha Ram và một tai nạn bất ngờ khiến cô có thể nhìn trở lại. Để chữa bệnh tâm thần cho cha, cô phải kiếm sống bằng việc vẽ và bán các bức tranh giả. Vào ngày đông chí có âm khí mạnh nhất, cô gặp vô tình lại Ha Ram, giờ đây đã là một chàng trai lạnh lùng với đôi mắt đỏ và không thể nhìn được nữa. Để cứu chữa người cha đang nguy kịch, cô đã trở thành nữ họa công của Đồ hoạch thự (Dohwaseo) - trường hội họa của vương thất. Kể từ đó, nhiều chuyện bất ngờ đã xảy đến đến với cô và Ha Ram.                                   |
| Ahn Hyo-seop (thời nhỏ: Choi Seung-hun) | Ha Ram / Nhật Nguyệt Tinh (đường chủ của Nguyệt Tinh đường) | Là một trong số các Chủ bộ của Thư văn quán. Vốn xuất thân quý tộc ở Yangju, một ngày nọ anh bị chọn làm vật hiến tế cho Ma vương trong nghi lễ cầu mưa. Anh suýt bị chết đuối và sống sót nhờ vào sức mạnh của Ma vương khi hắn nhập vào anh, mà ngay sau đó đã bị thần Samsin phong ấn lại. Kể từ đó, đôi mắt của anh có màu đỏ và mất đi thị lực. Về sau, anh được vua Seongjo tin dùng và phụ trách quan sát thiên văn, địa lý, phong thủy. Một cách bí mật, Ha Ram trở thành Đường chủ (chủ nhân) của Nguyệt Tinh đường, nơi chuyên thu thập các thông tin, để tìm ra những kẻ đã giết cha anh nhiều năm trước và khiến anh phải chịu số phận bất hạnh. Vào ngày đông chí có âm khí mạnh nhất, anh gặp lại Hong Cheon Gi và vô tình đánh thức Ma vương khỏi phong ấn. Từ đó, số mệnh của anh bắt đầu thay đổi. |
| Gong Myung (thời nhỏ: Kim Jung-cheol)   | Đại quân Yangmyeong (Yi Yul)                                | Yi Yul là vương tử thứ 3 của Quốc vương Seongjo, là một người lãng mạn yêu thích nghệ thuật, thơ ca, thư pháp và hội họa. Mặc dù nhận được nhiều ủng hộ của các đại thần trong triều, nhưng anh luôn thấy bản thân đáng thương vì không thể có được tự do. Anh vô tình gặp gỡ Hong Cheon Gi, bị thu hút bởi khí chất và khả năng hội họa thiên tài và dần dần có tình cảm với cô. |
| Kwak Si-yang (thời nhỏ: Park Sang-hoon) | Đại quân Juhyang (Yi Hu)                                    | Yi Hu là vương tử thứ 2 của Quốc vương Seongjo, luôn có dã tâm muốn loại bỏ Thế tử - anh trai mình - để trở thành vua. Vào ngày lễ cầu mưa nhiều năm trước, vì nghe thấy giọng nói của Ma vương nên đã giải thoát cho hắn. Tuy nhiên, Ma vương không nhập vào anh ta mà bị phong ấn trên người Ha Ram. Kể từ đó, vì muốn sử dụng sức mạnh của ác quỷ để chiếm lấy ngai vàng mà anh ta vẫn luôn tìm kiếm ác quỷ hòng đoạt lấy sức mạnh của hắn. |

### Baekyu Họa đoàn
| Diễn viên     | Nhân vật       | Giới thiệu |
| Kim Kwang-Kyu | Choi Won Ho    | Đông chủ (chủ nhân) của Baekyu Họa đoàn. Là bạn thân của Hong Eun Ho, cha của Hong Cheon Gi. Ông luôn chăm sóc và nuôi dạy Cheon Gi như chính con gái của mình. Tính cách bề ngoài có vẻ nghiêm khắc nhưng bên trong lại rất tình cảm.  |
| Choi Kwang-il | Hong Eun Ho    | Cha của Hong Chun-gi. Từng là họa công giỏi nhất của triều Dan, cũng là người phụ trách vẽ ngự chân Thái thượng vương Yeongjong để phong ấn Ma vương 19 năm trước. Sau đêm đó, ông đã bị nguyền rủa và mắc bệnh tâm thần.               |
| Yoon Sa-bong  | Gyeonju        | Khách trọ ở Baekyu Họa đoàn. Là một người phụ nữ hiền lành, ấm áp. Bà đối xử với Hong Cheon Gi như con gái của mình. |
| Jung Young-Ki | Kang Chun Bok  | Quản gia quản lý tài vật của Baekyu Họa đoàn, buộc phải từ bỏ việc vẽ tranh do chấn thương cổ tay trong quá khứ. Để quay lại họa đoàn, ông đảm nhận nhiệm vụ phân loại các đơn hàng của khách mua tranh và trông coi sổ sách tài chính. |
| Hong Jin-ki   | Cha Young Wook | Là người bạn thân nhất, cùng trải qua thời thơ ấu tại làng tranh với Hong Cheon Gi. Anh là một người hay nói, biết mọi thứ về Cheon Gi và hỗ trợ Cheon Gi trong mọi kế hoạch.                                                           |
| Hong Kyung    | Choi Jung      | Họa công nổi tiếng nhất ở Cổ họa viện (Gohwawon) và có biệt tài vẽ chân dung. Anh và Cheon Gi vừa là những bạn tốt, vừa là đối thủ của nhau.                                                                                            |

### Cổ họa viện
| Diễn viên      | Nhân vật | Giới thiệu |
| Jang Hyun-sung | Han Geon | Bậc thầy họa công vẽ tranh thần. Với sự hỗ trợ của Đại quân Yangmyung, ông trở thành viện trưởng của Cổ họa viện - cơ quan phụ trách giám sát công việc vẽ tranh. Ông luôn cảm thấy con gái của người bạn đồng môn một thời Hong Eun-ho, tức Hong Cheon Gi, đã được định sẵn là người vẽ sẽ những bức tranh thần giống như cha của cô. Sau đó, ông đã hướng dẫn Cheon Gi vẽ bức ngự chân thần thánh của Thái thượng vương Yeongjon. |

### Thư văn quán
| Diễn viên     | Nhân vật      | Giới thiệu |
| Ri Min        | Chủ bộ Jang   | Là 1 trong số các Chủ bộ của Thư văn quán, thường xuyên lan truyền những tin đồn thất thiệt về Ha Ram.                                       |
| Bae Myung-jin | Park Sa Ryeok | Đảm nhận chức vụ Ti lịch của Thư văn quán phụ trách quan sát các tinh tượng cũng như dự đoán nhật thực, nguyệt thực và các thiên tượng khác. |

### Nguyệt Tinh đường
| Diễn viên     | Nhân vật                        | Giới thiệu |
| Yang Hyun-Min | Jung Seon Rye (Chưởng quỹ Jung) | Phó đường chủ và Chưởng quỹ của Nguyệt Tinh đường, chịu trách nhiệm mua bán những bức tranh cổ nổi tiếng. Tính tình đê tiện, giấu diếm Đường chủ buôn bán các tác phẩm giả để trục lợi, thường xuyên gài bẫy và đe dọa sẽ tiết lộ các bí mật của Hong Cheon Gi. |
| Song Won-Seok | Moo Young                       | Hộ vệ của Ha Ram. Vốn là võ sĩ giỏi nhất của bộ lạc phương bắc, sau bị bắt trong cuộc đàn áp của triều đình, có thể phải trở thành nô lệ hoặc bị giết. Tuy nhiên, anh đã được Nguyệt Tinh đường cứu và kể từ đó luôn đi theo bảo vệ Ha Ram.                     |
| Kim Hyun-mok  | Mansoo                          | Quản gia của dinh thự nơi Ha Ram ở.Từng vô tình làm mất thư trát (tấu chương thẻ gỗ) của Quốc vương khiến suýt gây ra đại họa, nhưng nhờ có Ha Ram mà giữ được mạng sống. Kể từ đó trở thành thuộc hạ trung thành của Ha Ram, phục vụ ở Nguyệt Tinh đường.      |
| Ha Yu-li      | Mae Hyang                       | Là một kỹ nữ xinh đẹp và tài giỏi ở Thấm Thanh các (Simcheong Các). Có liên hệ với Ha Ram, là mật thám của Nguyệt Tinh đường ở kỹ viện. |

### Phe của Đại quân Yangmyung
| Diễn viên     | Nhân vật     | Giới thiệu                                           |
| Ha Nam-Woo    | Sim Jung Woo | Đại thần triều đình, thân tín của Đại quân Yangmyung |
| Ko Kyu-pil    | Cheong Ji Gi | Phụ tá của Đại quân Yangmyung                        |
| Kim Joo-young | Lee Hyun Mo  | Thân tín của Đại quân Yangmyung                      |

### Vương thất
| Diễn viên                          | Nhân vật                                | Giới thiệu |
| Jeon Guk-hwan (khách mời đặc biệt) | Quốc vương Yeongjon / Thái Thượng vương | Vị quốc vương đời thứ 3 của triều Dan. Ông đã lợi dụng sức mạnh của Ma vương để đoạt lấy thiên hạ. Tuy nhiên, do dần sợ hãi trước sự tàn ác của Ma vương nên sau khi truyền ngôi cho con trai (tức Quốc vương Seongjo), ông đã cho tiến hành nghi thức phong ấn Ma vương vào chính bức ngự chân của mình.                                                           |
| Jo Sung-ha                         | Quốc vương Seongjo                      | Vị quốc vương đời thứ 4 của triều Dan, người đã dành cả cuộc đời để khôi phục lại vương triều đang lâm vào cảnh khốn cùng của mình. Thế tử, tức người con trai cả luôn đau yếu; trong khi người con thứ hai, tức Đại quân Juhyang lại mang nhiều tâm địa quyền lực. Một mặt, ông cũng gấp rút tìm kiếm một họa công có thể vẽ được tranh thần để phong ấn Ma vương. |
| Kim Geum-soon                      | Wol Seon (Nguyệt tiên)                  | Quốc vu đường (pháp sư) đời thứ 5 của Tinh trú sảnh (Seongju sảnh) sau khi Mi Soo bị đuổi khỏi cung. |

### Phe của Đại quân Juhyang
| Diễn viên      | Nhân vật      | Giới thiệu |
| Chae Gook-Hee  | Mi Soo        | Vốn là Quốc vu đường (pháp sư) đời thứ 4 của Tinh trú sảnh - nơi phụ trách cầu nguyện, lễ tế của quốc gia (hoạt động cầu phúc của vương thất). Vì phát hiện linh khí trên người Ha Ram từ khi cậu còn nhỏ nên bà ta đã dùng cậu để hiến tế cho Ma vương trong nghi lễ cầu mưa. Do vậy, bà đã bị Quốc vương Seongjo đuổi khỏi cung. Sau đó, bà muốn đưa Ma vương nhập vào Đại quân Juhyang. |
| Jung Dong-Geun | Ahn Young Hwe | Phụ tá và là quân sư của Đại quân Juhyang. Luôn là người đưa ra các sách lược nhờ vào sự nhanh trí của bản thân. Là kẻ có mưu đồ phản chính. |
| Lee Sang-Un    | Seo Ki Jung   | Giữ chức vụ Bác sĩ của Bảo Văn quán của triều đình, nổi danh nhờ tài văn chương. Từng là thư sinh của cả hai Đại quân Yangmyung và Juhyang, tuy nhiên ông là người đứng đầu thế lực chính trị của phe Đại quân Juhyang. |

### Thần, Quỷ, Ma
| Diễn viên     | Nhân vật                        | Giới thiệu |
| Moon Sook     | Thần Samsin                     | Hiện thân dưới hình dạng một bà lão. Bà là vị thần lớn tuổi nhất trong 3 vị thần samsin, phụ trách cai quản sinh tử và sinh mệnh con người, luôn chờ đợi thời điểm để phong ấn Quỷ Vương.            |
| Kim Beob-rae  | Ma vương                        | (lồng tiếng) |
| Jo Ye-Rin     | Hổ linh                         | Vị thần mạnh nhất trong số 12 vị thần hộ vệ của vương cung. Thường hiện thân với hình dạng một thiếu nữ.                                                                                             |
| Park Jung-hak | Gan Yun Guk / Họa tinh (Hwacha) | Là họa sư cùng vẽ bức ngự chân của Thái thượng vương Yeongjong với Hong Eun Ho 19 năm trước. Sau đó đã bị Họa tinh (Hwacha) - tức yêu tinh sống bằng năng lượng của các bức tranh - nhập vào cơ thể. |

### Khách mời đặc biệt
| Diễn viên      | Nhân vật                   | Giới thiệu |
| Han Sang-jin   | Ha Seong Jin               | Cha của Ha Ram, vị Khu ma sư (thầy trừ tà) đời thứ 3 của Triều Các điện (điện Jokyeok). Ông chính là người chủ trì lễ phong ấn Ma vương vào ngự chân của Thái thượng vương Yeongjong. Kể từ đó, ông phải sống ẩn dật, nhưng cuối cùng đã bị triều đình truy lùng nhằm muốn lợi dụng Ha Ram để làm tế đàn cầu mưa. |
| Jang Won-hyung | Shim Dae Yu                | |
| Cha Ji-hyuk    | Hộ vê của Đại quân Juhyang | Cánh tay phải của Đại quân Juhyang |
| Kwak Hyun-joon | Kang Hee Yeon              | |

## Sản xuất
- Theo dự kiến ban đầu, đạo diễn Park Yong-soon (đạo diễn phim Secret Mother) sẽ chỉ đạo bộ phim.[37]
- Buổi đọc kịch bản đầu tiên được diễn ra vào tháng 11/2020.[38] Vào ngày 8 tháng 7 năm 2021, các bức ảnh về buổi đọc kịch bản đã được nhà sản xuất phát hành trên trang web chính thức.[39]

## Nhạc phim

### Phần 1
| Phát hành 31 tháng 8 năm 2021 | Phát hành 31 tháng 8 năm 2021 | Phát hành 31 tháng 8 năm 2021 | Phát hành 31 tháng 8 năm 2021 | Phát hành 31 tháng 8 năm 2021 | Phát hành 31 tháng 8 năm 2021 |
| STT                           | Nhan đề                       | Phổ lời                       | Phổ nhạc                      | Nghệ sĩ                       | Thời lượng                    |
| ----------------------------- | ----------------------------- | ----------------------------- | ----------------------------- | ----------------------------- | ----------------------------- |
| 1.                            | "Is It Me?" (나인가요)        | Zeenan OneTop J.SEASON        | Zeenan OneTop J.SEASON        | Baekhyun                      | 4:08                          |
| 2.                            | "Is It Me?" (Inst.)           |                               | Zeenan OneTop J.SEASON        |                               | 4:08                          |
| Tổng thời lượng:              | Tổng thời lượng:              | Tổng thời lượng:              | Tổng thời lượng:              | Tổng thời lượng:              | 8:16                          |

### Phần 2
| Phát hành 6 tháng 9 năm 2021 | Phát hành 6 tháng 9 năm 2021                      | Phát hành 6 tháng 9 năm 2021                | Phát hành 6 tháng 9 năm 2021                     | Phát hành 6 tháng 9 năm 2021 | Phát hành 6 tháng 9 năm 2021 |
| STT                          | Nhan đề                                           | Phổ lời                                     | Phổ nhạc                                         | Nghệ sĩ                      | Thời lượng                   |
| ---------------------------- | ------------------------------------------------- | ------------------------------------------- | ------------------------------------------------ | ---------------------------- | ---------------------------- |
| 1.                           | "Always, be with you" (나는 그대고 그대는 나였다) | Kim Chang-rak Kim Soo-bin (AIMING) J.SEASON | Kim Chang-rak Kim Soo-bin (AIMING) Kwon Soo-hyun | Solar (Mamamoo)              | 3:35                         |
| 2.                           | "Always, be with you" (Inst.)                     |                                             | Kim Chang-rak Kim Soo-bin (AIMING) Kwon Soo-hyun |                              | 3:34                         |
| Tổng thời lượng:             | Tổng thời lượng:                                  | Tổng thời lượng:                            | Tổng thời lượng:                                 | Tổng thời lượng:             | 7:10                         |

### Phần 3
| Phát hành 13 tháng 9 năm 2021 | Phát hành 13 tháng 9 năm 2021 | Phát hành 13 tháng 9 năm 2021               | Phát hành 13 tháng 9 năm 2021               | Phát hành 13 tháng 9 năm 2021 | Phát hành 13 tháng 9 năm 2021 |
| STT                           | Nhan đề                       | Phổ lời                                     | Phổ nhạc                                    | Nghệ sĩ                       | Thời lượng                    |
| ----------------------------- | ----------------------------- | ------------------------------------------- | ------------------------------------------- | ----------------------------- | ----------------------------- |
| 1.                            | "You & I" (그대와 나)         | Zeenan Spacecowboy (Park Sung-jin) J.SEASON | Zeenan Spacecowboy (Park Sung-jin) J.SEASON | Yang Da-il                    | 4:28                          |
| 2.                            | "You & I" (Inst.)             |                                             | Zeenan Spacecowboy (Park Sung-jin) J.SEASON |                               | 4:29                          |
| Tổng thời lượng:              | Tổng thời lượng:              | Tổng thời lượng:                            | Tổng thời lượng:                            | Tổng thời lượng:              | 8:57                          |

### Phần 4
| Phát hành 27 tháng 9 năm 2021 | Phát hành 27 tháng 9 năm 2021                                 | Phát hành 27 tháng 9 năm 2021 | Phát hành 27 tháng 9 năm 2021          | Phát hành 27 tháng 9 năm 2021 | Phát hành 27 tháng 9 năm 2021 |
| STT                           | Nhan đề                                                       | Phổ lời                       | Phổ nhạc                               | Nghệ sĩ                       | Thời lượng                    |
| ----------------------------- | ------------------------------------------------------------- | ----------------------------- | -------------------------------------- | ----------------------------- | ----------------------------- |
| 1.                            | "When your tears wet my eyes" (너의 눈물이 나의 눈을 적실 때) | Choi Byung-chang J.SEASON     | J.SEASON Choi Byung-chang Kim Hyun-jun | Ailee                         | 3:52                          |
| 2.                            | "When your tears wet my eyes" (Inst.)                         |                               | J.SEASON Choi Byung-chang Kim Hyun-jun |                               | 3:52                          |
| Tổng thời lượng:              | Tổng thời lượng:                                              | Tổng thời lượng:              | Tổng thời lượng:                       | Tổng thời lượng:              | 7:44                          |

### Phần 5
| Phát hành 8 tháng 10 năm 2021 | Phát hành 8 tháng 10 năm 2021  | Phát hành 8 tháng 10 năm 2021 | Phát hành 8 tháng 10 năm 2021 | Phát hành 8 tháng 10 năm 2021 | Phát hành 8 tháng 10 năm 2021 |
| STT                           | Nhan đề                        | Phổ lời                       | Phổ nhạc                      | Nghệ sĩ                       | Thời lượng                    |
| ----------------------------- | ------------------------------ | ----------------------------- | ----------------------------- | ----------------------------- | ----------------------------- |
| 1.                            | "As it was a lie" (거짓말처럼) | J.SEASON Jeon Jun-kyu         | J.SEASON Jeon Jun-kyu         | Punch                         | 3:58                          |
| 2.                            | "As it was a lie" (Inst.)      |                               | J.SEASON Jeon Jun-kyu         |                               | 3:58                          |
| Tổng thời lượng:              | Tổng thời lượng:               | Tổng thời lượng:              | Tổng thời lượng:              | Tổng thời lượng:              | 7:56                          |

### Phần 6
| Phát hành 12 tháng 10 năm 2021 | Phát hành 12 tháng 10 năm 2021 | Phát hành 12 tháng 10 năm 2021 | Phát hành 12 tháng 10 năm 2021 | Phát hành 12 tháng 10 năm 2021 | Phát hành 12 tháng 10 năm 2021 |
| STT                            | Nhan đề                        | Phổ lời                        | Phổ nhạc                       | Nghệ sĩ                        | Thời lượng                     |
| ------------------------------ | ------------------------------ | ------------------------------ | ------------------------------ | ------------------------------ | ------------------------------ |
| 1.                             | "A Long Sleep" (긴 잠)         | Zeenan OneTop J.SEASON         | Zeenan OneTop J.SEASON         | Lee Soo (MC the Max)           | 3:59                           |
| 2.                             | "A Long Sleep" (Inst.)         |                                | Zeenan OneTop J.SEASON         |                                | 3:59                           |
| Tổng thời lượng:               | Tổng thời lượng:               | Tổng thời lượng:               | Tổng thời lượng:               | Tổng thời lượng:               | 7:58                           |

### Phần 7
| Phát hành 19 tháng 10 năm 2021 | Phát hành 19 tháng 10 năm 2021          | Phát hành 19 tháng 10 năm 2021 | Phát hành 19 tháng 10 năm 2021 | Phát hành 19 tháng 10 năm 2021 | Phát hành 19 tháng 10 năm 2021 |
| STT                            | Nhan đề                                 | Phổ lời                        | Phổ nhạc                       | Nghệ sĩ                        | Thời lượng                     |
| ------------------------------ | --------------------------------------- | ------------------------------ | ------------------------------ | ------------------------------ | ------------------------------ |
| 1.                             | "Moon with Starry Night" (달과 별의 밤) | J.SEASON Yoon Jin-hyo          | J.SEASON Yoon Jin-hyo          | Jeong Hyo-bean                 | 4:09                           |
| 2.                             | "Moon with Starry Night" (Inst.)        |                                | J.SEASON Yoon Jin-hyo          |                                | 4:09                           |
| Tổng thời lượng:               | Tổng thời lượng:                        | Tổng thời lượng:               | Tổng thời lượng:               | Tổng thời lượng:               | 8:18                           |

### Phần 8
| Phát hành 25 tháng 10 năm 2021 | Phát hành 25 tháng 10 năm 2021 | Phát hành 25 tháng 10 năm 2021         | Phát hành 25 tháng 10 năm 2021 | Phát hành 25 tháng 10 năm 2021 |
| STT                            | Nhan đề                        | Phổ nhạc                               | Nghệ sĩ                        | Thời lượng                     |
| ------------------------------ | ------------------------------ | -------------------------------------- | ------------------------------ | ------------------------------ |
| 1.                             | "Rabbit and Liver" (토끼와 간) | J.SEASON Choi Byung-chang Kim Hyun-Jun | Cho Cheong-gyu                 | 3:12                           |
| 2.                             | "Rabbit and Liver" (Inst.)     | J.SEASON Choi Byung-chang Kim Hyun-Jun |                                | 3:13                           |
| Tổng thời lượng:               | Tổng thời lượng:               | Tổng thời lượng:                       | Tổng thời lượng:               | 6:25                           |

## Tỷ suất người xem
| Mùa | Mùa | Số tập | Số tập | Số tập | Số tập | Số tập | Số tập | Số tập | Số tập | Số tập | Số tập | Số tập | Số tập | Số tập | Số tập | Số tập | Số tập | Trung bình |
| Mùa | Mùa | 1      | 2      | 3      | 4      | 5      | 6      | 7      | 8      | 9      | 10     | 11     | 12     | 13     | 14     | 15     | 16     | Trung bình |
| --- | --- | ------ | ------ | ------ | ------ | ------ | ------ | ------ | ------ | ------ | ------ | ------ | ------ | ------ | ------ | ------ | ------ | ---------- |
|     | 1   | 1.189  | 1.519  | 1.416  | 1.722  | 1.786  | 1.865  | 1.686  | 1.578  | 1.809  | 1.584  | 1.625  | 1.599  | 1.593  | 1.618  | 1.752  | 1.832  | 1.636      |

| Tập | Ngày phát sóng | Tỷ suất khán giả trung bình | Tỷ suất khán giả trung bình | Tỷ suất khán giả trung bình |
| Tập | Ngày phát sóng | Nielsen Korea               | Nielsen Korea               | TNmS                        |
| Tập | Ngày phát sóng | Toàn quốc                   | Seoul                       | Toàn quốc                   |
| --- | -------------- | --------------------------- | --------------------------- | --------------------------- |
| 1 | 30/08/2021     | 6,6% (10th)                 | 6,4% (8th)                  | 6,8% (10th)                 |
| 2 | 31/08/2021     | 8,8% (5th)                  | 8,5% (5th)                  | 7,2% (9th)                  |
| 3 | 06/09/2021     | 8,0% (7th)                  | 7,4% (6th)                  | 7,4% (7th)                  |
| 4 | 07/09/2021     | 9,6% (4th)                  | 9,1% (4th)                  | 8,4% (6th)                  |
| 5 | 13/09/2021     | 9,7% (5th)                  | 9,5% (4th)                  | 7,8% (7th)                  |
| 6 | 14/09/2021     | 10,2% (5th)                 | 10,3% (4th)                 | 8,6% (5th)                  |
| 7 | 27/09/2021     | 9,3% (5th)                  | 8,9% (4th)                  | 7,9% (8th)                  |
| 8 | 28/09/2021     | 8,9% (5th)                  | 8,7% (4th)                  | 7,7% (6th)                  |
| 9 | 04/10/2021     | 9,6% (4th)                  | 9,3% (4th)                  | 7,4% (7th)                  |
| 10 | 05/10/2021     | 8,5% (5th)                  | 8,2% (4th)                  | 7,7% (6th)                  |
| 11 | 11/10/2021     | 8,8% (6th)                  | 8,4% (5th)                  | 7,1% (9th)                  |
| 12 | 12/10/2021     | 8,8% (5th)                  | 8,4% (4th)                  | 7,6% (7th)                  |
| 13 | 18/10/2021     | 8,9% (5th)                  | 8,9% (4th)                  | 8,2% (6th)                  |
| 14 | 19/10/2021     | 9,3% (5th)                  | 9,0% (4th)                  | 7,9% (7th)                  |
| 15 | 25/10/2021     | 8,9% (5th)                  | 8,1% (4th)                  | 7,7% (7th)                  |
| 16 | 26/10/2021     | 10,4% (3rd)                 | 10,0% (3rd)                 | 8,6 (6th)                   |
| Trung bình | Trung bình     | 9.01%                       | N/A                         | N/A                         |
| - Số màu xanh thể hiện xếp hạng thấp nhất và số màu đỏ thể hiện xếp hạng cao nhất. - NR biểu thị bộ phim không được xếp hạng trong số 20 chương trình hàng ngày hàng đầu vào ngày đó. - N/A biểu thị không rõ xếp hạng. |                |                             |                             |                             |